# Battaglia di Humbleton Hill
La battaglia di Humbleton Hill fu combattuta tra le truppe scozzesi e inglesi il 14 settembre 1402 in Northumberland. 
La battaglia è ripresa nel Enrico IV, parte I di William Shakespeare. Il nome Humbleton Hill è usato di recente ma nel corso dei secoli ha avuto numerosi altri epiteti come Homildon, Hameldun, Holmedon e Homilheugh.

## Antefatto
Durante il periodo che portò al ripudio della Tregua di Leulinghem, entrambi i regni cominciarono a razziarsi l'un l'altro. Il 22 giugno 1402, una piccola forza sostenuta dal governo scozzese, di ritorno da uno di questi raid, fu attaccata e sconfitta da George Dunbar, figlio del conte di March, nella battaglia di Nesbit Moor. 
Archibald Douglas, IV conte di Douglas, probabilmente l'uomo militarmente più potente della Scozia, e un aiuto fondamentale da parte dell'amministrazione del duca d'Albany, usò il pretesto di Nesbit Moor per guidare una spedizione punitiva in Inghilterra. Con Murdoch di Fife, figlio di Albany, l'esercito di Douglas marciò fino a Newcastle per vendicare la battaglia. A capo di 10 000 uomini devastò l'intero Northumberland. 
Testo in pedice

## La battaglia
Il conte di March convinse Henry Percy, I conte di Northumberland e suo figlio Harry "Hotspur" ad aspettare il ritorno degli scozzesi a Wooler. Una volta che gli uomini di Douglas si furono accampati a Milfield, un terreno relativamente basso, l'esercito inglese si precipitò all'attacco. Gli scozzesi, tuttavia avevano abili sentinelle e l'esercito fu in grado di ritirarsi sulle alture di Homildon Hill e organizzarsi in formazioni tradizionali di schiltron; Douglas non aveva imparato dalla lezione della sconfitta del prozio nella battaglia di Halidon Hill di 70 anni prima. Gli schiltron rappresentarono un grande obiettivo per gli arcieri lunghi inglesi e le formazioni iniziarono a rompersi. Cento uomini al comando di Sir John Swinton scelsero di caricare il nemico dicendo: "Meglio morire nella mischia che essere abbattuto come un cervo". Tutti perirono. Fu suggerito che Douglas abbia esitato a segnalare l'avanzata della sua forza principale e, quando lo ha fatto, era troppo tardi. L'esercito rimasto di Douglas incontrò gli uomini d'arme inglesi di riserva e fu messo in rotta. Molti dei principali capitani di Douglas furono catturati, incluso un suo parente George Douglas, I conte di Angus, Thomas Dunbar, V conte di Moray e Murdoch di Fife. Lo stesso Douglas è stato catturato dopo essere stato ferito cinque volte, inclusa la perdita di un occhio, nonostante il fatto che la sua armatura avesse presumibilmente impiegato tre anni per essere stata realizzata.

## Conseguenze
Con così tanti leader scozzesi fatti prigionieri, Albany rimase in una posizione precaria sia militarmente che politicamente. Fu solo a causa dei problemi interni e i gallesi che gli inglesi non riuscirono ad effettuare una invasione su vasta scala della Scozia. Enrico IV desiderava che così tanti abili soldati non tornassero in Scozia per combattere contro di lui, quindi rifiutò di consentire a coloro che tenevano prigionieri nobili a riscattarli. Questo atto divenne una delle tante lamentele che i Percy ebbero con la Corona. Nel 1403 si allearono con Owain Glyndŵr e si ribellarono apertamente contro il sovrano inglese. Hotspur liberò i suoi prigionieri poiché ormai non c'erano possibilità di remunerazione per loro e molti incluso Douglas, decisero di unire le forze con lui. In effetti, Douglas combatté e fu di nuovo gravemente ferito nell'ultimo combattimento di Hotspur nella battaglia di Shrewsbury.
Sir John Mowbray di Bambougle, Laird di Dalmeny fu nominato cavaliere da Sir Thomas Erskine durante la battaglia.

## Sito della battaglia
Il luogo della battaglia, Humbleton Hill si trova ora all'interno del Northumberland National Park ed è ricordato con una pietra da battaglia. La collina contiene i resti di una fortezza dell'età del ferro sulla sommità costruita circa 1500 anni prima della battaglia. Durante il medioevo i lati del forte in rovina sarebbero stati adibiti a insediamenti estivi e ricovero per pecore.